# Adam Reefdy
Adam Reefdy (* 8. Mai 2004 in Singapur), mit vollständigen Namen Adam Reefdy bin Muhammad Hasyim, ist ein singapurischer Fußballspieler.

## Karriere

### Verein
Adam Reefdy erlernte das Fußballspielen in der Schulmannschaft der Singapore Sports School. Am 1. Januar 2021 wechselte er in die Juniorenmannschaft des Erstligisten Tampines Rovers. Als Juniorenspieler bestritt er 15 Erstligaspiele für die Rovers. Im Januar 2023 wechselte er auf Leihbasis zu dem ebenfalls in der ersten Liga spielenden Young Lions. Die Young Lions sind eine U23-Mannschaft, die 2002 gegründet wurde. In der Elf spielen U23-Nationalspieler und auch Perspektivspieler. Ihnen soll die Möglichkeit gegeben werden, Spielpraxis in der ersten Liga zu sammeln. Für die Lions bestritt er sieben Erstligaspiele. Im Juni 2023 kehrte er zu den Rovers zurück.

### Nationalmannschaft
Adam Reefdy spielte 2019 einmal in der singapurischen U15-Nationalmannschaft. Hier kam er am 21. April 2019 in einem Freundschaftsspiel gegen Hongkong zum Einsatz. In der U23-Mannschaft spielte er 2023 bereits zweimal.